# Caspar Leuning Borch
Caspar Leuning Borch (født 14. juni 1853 i Christiansted, St. Croix, død 9. februar 1910 i København) var en dansk arkitekt og kunsthåndværker, der var en eksponent for skønvirkestilen.
Leuning Borch var søn af byfoged i Christianssted, senere herredsfoged i Sønderlyng m.fl. herreder, kancelliråd Caspar Frederik Carl Borch og Henriette Marie Borch. Han bestod adgangsprøven i land til Søofficersskolen 1870, men blev ikke antaget. I stedet blev han tømrersvend, tog eksamen for arkitekter 1877 ved Polyteknisk Læreanstalt (bevis 8. marts 1879) og blev optaget på Kunstakademiets Arkitektskole i oktober 1874, hvorfra han fik afgang som arkitekt juni 1882. Han vandt Neuhausens Præmie 1889, modtog støtte fra Reiersens Fond og Indenrigsministeriet 1891 samt K.A. Larssen 1893 og var på rejser i Frankrig, England, Tyskland, vistnok også Italien.
Fra 1889 var han lærer i kunstindustri ved Teknisk Skole, lærer ved Selskabet for Vanføres Skole, og fra 1907 til sin død var han formand for Selskabet for dekorativ Kunst, som han også var medstifter af. 1908-09 var han medlem af Charlottenborgs Censurkomite og sad desuden i bestyrelsen for Skønvirke samt for Foreningen til Hovedstadens Forskønnelse.
Han udstillede på Charlottenborg Forårsudstilling 1889, Rådhusudstillingen 1901 og Landsudstillingen i Århus 1909.
Han blev gift 23. december 1880 i København med Alida Louise Dodt (19. januar 1846 i København – 25. juni 1931 sst.), datter af kaptajn, senere oberstløjtnant Just Victor Dodt og Louise Ottilie Bagger. Han er begravet på Garnisons Kirkegård.

## Værker
- Sekondløjtnantskolen på Kronborg (1887)
- Ingeniørkasernen på Vognmandsmarken (1895-96, sammen med kaptajn H. Ulrich)
- Købmandshvile, Højskolevej 7, Hørsholm (1896-97, skolebygning – også tegnet af C.L.B. – tilføjet 1911)
- Villa Kildehøj, Vallerød Banevej 15, Hørsholm (1898)
- Villa, Rosenvængets Hovedvej 18 A, Rosenvænget (1898-99, nedrevet)
- Bryggeriet Trekroner, Trekronergade, Valby (1898-99, delvist nedrevet)
- Ejendommen Hvælvingen, Nikolaj Plads 26 (1901-02, sammen med Philip Smidth)
- Villa Solheim for farvefabrikant Walter Stelling med observatorium og et norsk lysthus, Sofievej 13, Vedbæk (1903-04, observatoriet siden nedlagt)
- Ombygning af Gyldendals ejendom, Klareboderne 3, og ny sidefløj (1904-05)
- Købmandsgården i stationsbyen på Landsudstillingen i Århus (1909)
- Henriksholm i Vedbæk (tilbygning til det første Henriksholm, opførte det nye Henriksholm efter en brand 1909, ombygget af Forsvaret 1969-72)
- Ombygning af Hjemmet for Vanføre, Toldbodvej 34 (1909-10, sammen med Gotfred Tvede)
- Kunsthåndværk: bl.a. plakaten for Selskabet for dekorativ Kunst, møbler, bogbind i Kunstindustrimuseet.
- Design af Klaver udført i Kaukasisk Nød, af Pianofabrikant Søren Jensen på dennes fabrik på Emdrupvej i København